# Mucroberotha aethiopica
Mucroberotha aethiopica is een insect uit de familie van de Berothidae, die tot de orde netvleugeligen (Neuroptera) behoort. 
Mucroberotha aethiopica is voor het eerst wetenschappelijk beschreven door U. Aspöck & Mansell in 1994.